# Cnastis vittata
Cnastis vittata là một loài tò vò trong họ Ichneumonidae.